# Четырнадцать святых помощников

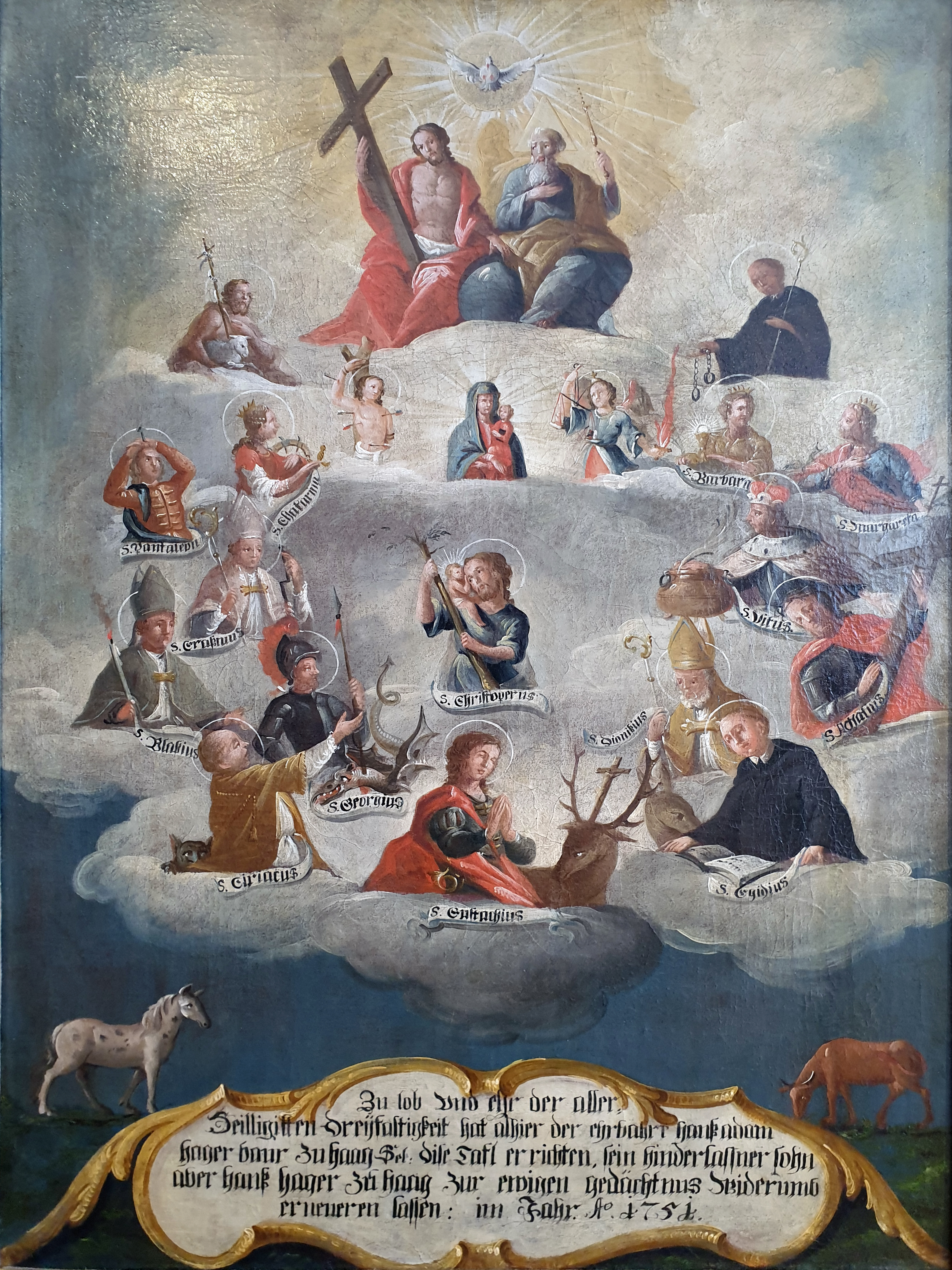
14 святых помощников

Четырнадцать святых помощников — в традиции Римско-католической Церкви четырнадцать древних святых, почитающихся как единая группа со времён эпидемии чумы 1346—1349 гг.; их почитание распространилось из Германии на другие страны. Общий праздник Четырнадцати святых помощников — 8 августа — в новом календаре (1969 г.) упразднён. Имена их следующие:
- Акакий (8 мая, 16 января)
- Варвара (4 декабря)
- Вит (15 июня)
- Власий Севастийский (3 февраля)
- Георгий Победоносец (23 апреля)
- Дионисий Парижский (9 октября)
- Евстахий (Евстафий) (20 сентября)

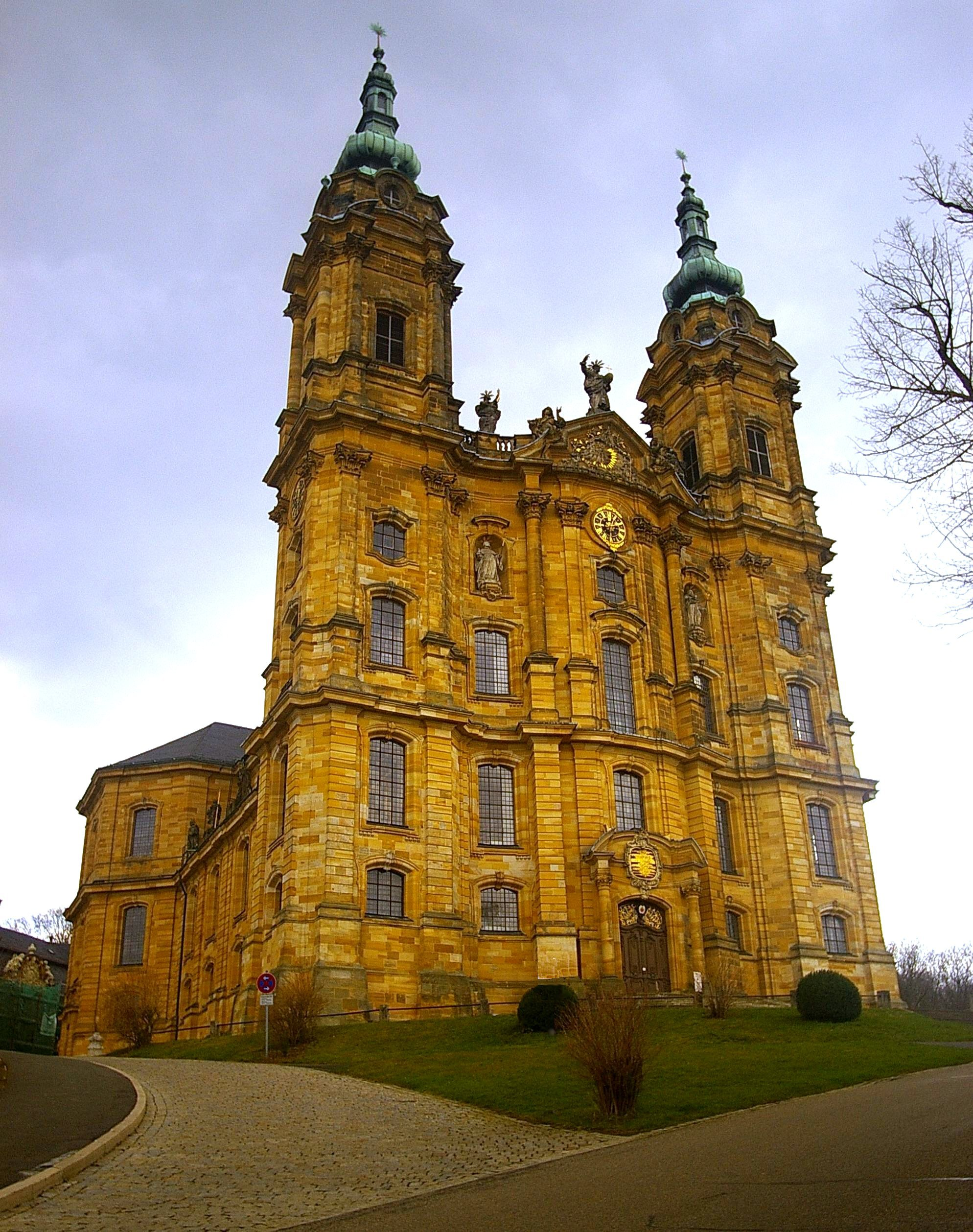
Базилика Четырнадцати святых помощников в окрестностях Бамберга

- Екатерина Александрийская (24 ноября)
- Кириак (8 августа)
- Маргарита (Марина) Антиохийская (20 июля)
- Пантелеимон (27 июля)
- Христофор (25 июля)
- Эгидий (1 сентября)
- Еразм (2 июня)